# Common Language Runtime
A Common Language Runtime (CLR) a .NET Keretrendszer része, egy futtató környezet. Lehetővé teszi a Common Intermediate Language nevű kód futtatását különböző platformokon, például Windowson, Unixon, Linuxon és Macintoshon.

## Megvalósítás
A Microsoft .NET egy kizárólag Windows-on működő megvalósítása a Common Language Infrastructure-nek. Ez egy általánosított, többnyelvű végrehajtó motor (virtuális gép), amin a kód fut. Jelenleg több, mint 40 nyelv támogatott. A Common Language Specification (CLS) meghatározza a CLR egy részét, amit a nyelvi fordítóknak támogatni kell a nyelvek közötti interoperabilitás biztosítására.
A Mono az ECMA által definiált CLR platform-független megvalósítása.
A Portable.NET a DotGNU projekt CLR megvalósítása.

## Tároló megoldások
- IIS a Microsoft-tól Windows környezetre
- Virtuoso Universal Server az OpenLink Software-től multiplatform környezetre (Windows, Unix, Mac OS X)